# Східне Давао
Східне Давао (себ.: Sidlakang Dabaw) — провінція Філіппін у регіоні Давао на острові Мінданао. Адміністративним центром є місто Маті. Східне Давао межує з провінцією Давао-де-Оро на заході, провінціями Південний Агусан і Південне Сурігао — на півночі. Це найсхідніша провінція Філіппін. Східне Давао є найбільшим виробником кокосів та копри на Філіппінах, тому провінцію називають «Кокосовою столицею Філіппін».

## Географія
Площа провінції становить 2 163,98 км2. Східне Давао межує з провінцією Давао-де-Оро на заході, провінціями Південний Агусан і Південний Сурігао — на півночі. На південному заході омивається водами затоки Давао, на сході і південному сході — Філіппінським морем.

### Адміністративний поділ
Адміністративно поділяється на 10 муніципалітетів та одне місто.

### Клімат
Східне Давао має яскраво виражений сезон дощів і короткий сухий сезон, причому максимальна кількість опадів випадає з листопада по січень, особливо в прибережних районах.

## Демографія
Згідно перепису 2015 року населення провінції становило 558 958 осіб. Більшість населення — мігранти з Вісайських островів.

## Економіка
Провінція є найбільшим виробником кокосів та копри на Філіппінах.